# Новаково (Одесская область)
Новаково (укр. Новакове) — село в Ивановском районе Одесской области Украины.
Население по переписи 2001 года составляло 82 человека. Почтовый индекс — 67222. Телефонный код — 4854. Занимает площадь 1,291 км². Код КОАТУУ — 5121881405.

## Местный совет
67221, Одесская обл., Ивановский р-н, с. Калиновка, ул. 30-летия Победы, 8